# Klasztor Esfigmenu
Klasztor Esfigmenu (grec.: Μονή Εσφιγμένου) – jeden z klasztorów na Górze Athos. Położony jest w północno-wschodniej części półwyspu. Zajmuje osiemnaste miejsce w atoskiej hierarchii 20 samodzielnych monasterów. Jest to monaster cenobityczny.

## Historia
Klasztor i jego główna cerkiew (katholikon) poświęcone zostały Wniebowstąpieniu Pańskiemu. Jego budowa szacowana jest na X albo XI wiek, jednak według klasztornej tradycji jego fundatorką była cesarzowa bizantyńska Pulcheria, co oznaczałoby, że pierwsza wspólnota monastyczna na tym miejscu działała już w V stuleciu, przed uformowaniem się republiki mnichów na Athos w jej obecnym kształcie.
W średniowieczu klasztor został trzykrotnie splądrowany przez piratów, a w XIV wieku spalony. Okres jego odnowy rozpoczął się w XVII stuleciu; świetności monasteru nie przerwały zniszczenia, jakich doznał w czasie wojny o niepodległość Grecji. W 1990 w Esfigmenu żyło 42 mnichów.

### Konflikt klasztoru z Patriarchatem Konstantynopolitańskim
Zakonnicy zamieszkujący klasztor Esfigmenu pozostają od 1972 w konflikcie z Patriarchatem Konstantynopolitańskim, który jest zwierzchnikiem klasztorów Athos. Powodem sporu jest zaangażowanie patriarchów w ruch ekumeniczny i prowadzenie dialogu z Kościołem katolickim. Przedstawiciele Esfigmenu opuścili Świętą Wspólnotę Athos i ogłosili odrzucenie jurysdykcji patriarchy. Zbuntowani mnisi odmówili jednak opuszczenia zabudowań monasteru, zaś za swoje hasło przyjęli Prawosławie albo śmierć. W związku z tym 14 grudnia 2002 patriarcha Konstantynopola usunął ich z Cerkwi prawosławnej. W styczniu 2003 mnisi ponownie odmówili opuszczenia klasztoru. Pozostali w nim także po tym, gdy Najwyższy Sąd Administracyjny Grecji ponowił nakaz opuszczenia obiektów. W 2008 zakonnicy zagrozili wysadzeniem w powietrze całego klasztoru.
W 2009 sąd w Salonikach uznał mnichów za winnych utrudniania kanonicznego życia monasteru Esfigmenu i skazał ich na rok więzienia w zawieszeniu.
Równolegle ze wspólnotą zbuntowanych mnichów istnieje wspólnota legalna, która w oczach kanonicznych Kościołów prawosławnych jest jedynym kontynuatorem tradycji klasztoru Esfigmenu. Z powodu okupacji budynków monasterskich przez mnichów usuniętych z Kościoła, grupa ta czasowo zamieszkuje w Karies.

## Architektura
Katholikon klasztoru, który jest użytkowany w naszych czasach, został wzniesiony w pierwszym dziesięcioleciu XIX wieku. W latach 1811, 1818 i 1841 były w nim prowadzone prace nad dekoracją wewnętrzną (freski). Posiada dwie boczne kaplice: Wprowadzenia Matki Bożej do Świątyni oraz Świętych Archaniołów. Oprócz głównej cerkwi klasztor posiada piętnaście mniejszych kaplic usytuowanych w różnych miejscach kompleksu jego zabudowań. Z katholikonem sąsiaduje fiala, zaś po jego zachodniej stronie wznosi się budynek refektarza.